# 1813 a tudományban
Az 1813. év a tudományban és a technikában

## Kémia
- Mathieu Orfila publikálja híres munkáját (Traité des poisons), amellyel leteszi a toxikológia alapjait.

## Matematika
- Siméon Denis Poisson publikálja híres egyenletét

## Díjak
- Copley-érem: William Brande

## Születések
- (Ismeretlen) – Carl Weltzien kémikus († 1870).
- Pierre Alphonse Laurent matematikus, hadmérnök († 1854)
- január 19. – Sir Henry Bessemer, feltaláló († 1898)
- március 19. – David Livingstone, misszionárius és felfedező († 1873)

## Halálozások
- április 27. – Zebulon Pike tábornok, felfedező (* 1779)
- augusztus 23. – Alexander Wilson, ornitológus (* 1766)